# (130391) 2000 JG81
(130391) 2000 JG81 — транснептуновый объект, расположенный в поясе Койпера. Был обнаружен 6 мая 2000 года в обсерватории Ла-Силья. Находится в орбитальном резонансе 1:2 с планетой Нептун и является тутино. 

Когда его обнаружили в 2000 году, его посчитали плутино, находящимся в перигелии.